# Bogdán Zsolt
Bogdán Zsolt (Csíkszereda, 1964. december 23. –) Jászai Mari-díjas romániai magyar színész, érdemes és kiváló művész.

## Élete
1990 és 1994 között a Marosvásárhelyi Szentgyörgyi István Színművészeti Főiskolán tanult. 1994. szeptember 1-jétől a Kolozsvári Állami Magyar Színház társulatának a tagja. Nős, felesége Csutak Réka színésznő, két közös gyermekük van, Farkas és Gyopár.
2006 augusztusa és 2007 októbere között mesélőblogot írt. A blogra  a Kolozsvári Rádió Cifra Palota című gyerekműsorában előadott mesék hanganyagát töltötte fel és írt hozzá egy rövid ízelítőt.

## Szerepei
- Efimiṭa – Caragiale nyomán szabadesésben: Leonida Gem Session, rendező: Tompa Gábor
- François – Charles Mee: Tökéletes menyegző, rendező: Karin Coonrod
- Jean – August Strindberg: Julie kisasszony, rendező: Felix Alexa
- Jörgen Tesman – Henrik Ibsen: Hedda Gabler, rendező: Andrei Şerban
- Übü papa – Alfred Jarry: Übü király, rendező: Alain Timar
- Helge, az apa – Thomas Vinterberg – Mogens Rukov – Bo Hr. Hansen: Születésnap, rendező: Robert Woodruff
- Beppo – Heltai Jenő: A néma levente (felolvasószínházi előadás), rendező: Salat Lehel
- Kisfejű Nagyfejű Zordonbordon – Lázár Ervin: A négyszögletű kerek erdő, rendező: Albu István
- Vszevolod Emiljevics Meyerhold – Matei Vişniec: III. Richárd betiltva (felolvasószínházi előadás), rendező: Patkó Éva
- Pomet Trpeza – Marin Držić: Dundo Maroje, rendező: Robert Raponja
- Angelo – William Shakespeare: Mértéket mértékkel, rendező: Matthias Langhoff
- Lácsek Bobicsek – Hanoch Levin: Téli temetés, rendező: Elie Malka
- Bergman – Ingmar Bergman: Suttogások és sikolyok, rendező: Andrei Şerban
- Igazgató, Apa – Visky András: Visszaszületés, rendező: Tompa Gábor
- Richárd, Gloster hercege, III. Richárd király (William Shakespeare: III. Richárd)
- Versinyin, Alekszandr Ignatyjevics (Csehov: Három nővér)
- Idős Peer (Henrik Ibsen: Peer Gynt)
- Simone, Buoso Donati unokatestvére (Giacomo Puccini: Gianni Schicchi)
- Mihail Lvovics Asztrov (Csehov: Ványa bácsi)
- Page (William Shakespeare: A windsori víg nők)
- Schaunard (Aki Kaurismäki: Bohémélet)
- Diri (Visky András: Hosszú péntek)
- Bús, piros vödör (Varró Dániel – Presser Gábor: Túl a Maszat-hegyen)
- Jákobi Itámár (Hanoch Levin: Jákobi és Lájdentál)
- Jean (Eugène Ionesco: Rinocerii)
- János (Visky András: Tanítványok)
- Bátyus (Visky András: A szökés)
- A hűtlen férj (Feketeszemű rózsák)
- Woyzeck (Georg Büchner: Woyzeck)
- Lovag (Carlo Goldoni: Velencei terecske)
- Patológia királya, Nagy Döhe, Sanda Kán (Muszty Bea – Dobay András: A kék csodatorta)
- John Marston (Barabás Olga: Krimi)
- Gregers Werle (Henrik Ibsen: A vadkacsa)
- Ludovico Nota (Luigi Pirandello: Öltöztessük fel a mezteleneket)
- XXX (Pantagruel sógornője)
- Faust (Christopher Marlowe: Doktor Faustus tragikus históriája)
- Leontes (Shakespeare: Téli rege)
- Lelio (Carlo Goldoni: Komédiaszínház)
- Reb Simson (S. Anski nyomán: Fehér tűz, fekete tűz (Dybbuk))
- Nae Girimea (Ion Luca Caragiale: Farsang)
- Owen (Brian Friel: Fordítások)
- Szilvássy Béla (Schönthan-Kellér: A szabin nők elrablása)
- Hasszán Badreddin (Éjszakák az Ezeregyből)
- Lamberto Laudisi (Luigi Pirandello: Így van (ha így tetszik))
- Prológus (Shakespeare: Rómeó és Júlia)
- Leonardo (F. G. Lorca: Vérnász)
- Clov (Samuel Beckett: A játszma vége)
- Alceste (Molière: A mizantróp)
- Podkoljoszin (Gogol: Háztűznéző)
- Caliban (Shakespeare: A vihar)
- Lenglume (E. Labiche: A Lourcine utcai gyilkosság)
- Carlos Homenides de Histingua (Georges Feydau: Bolha a fülbe)
- Thersites (Shakespeare: Troilus és Cressida)
- Lopahin (Csehov: Cseresznyéskert)
- Kleisermann Mihály (Parti Nagy Lajos: Ibusár)
- Zanetto/Tonino (Carlo Goldoni: A velencei ikrek)
- Ephesusi és Siracusai Dromio (Shakespeare: Tévedések vígjátéka)
- Bankár (Witold Gombrowicz: Operett)
- Misi (Kárpáti Péter: Méhednek gyümölcse)
- Színész (Tom Stoppard: Rosencrantz és Gulidenstern halott)
- Az igazságos varga (Mihail Bulgakov: Képmutatók cselszövése)
- Fábián (Shakespeare: Vízkereszt)
- Toffolo (Carlo Goldoni: A chioggiai csetepaté)
- Boka János (Molnár Ferenc: A Pál utcai fiúk)
- Oresztész (Szophoklész: Elektra)
- Claudius (Shakespeare: Hamlet)

## Filmszerepek
- Apa – Superman, Spiderman vagy Batman, rendező: Tudor Giurgiu (rövidfilm) (2011)
- Dr. Barabássy Sándor – Heimat, Sex und andere Unzulänglichkeiten, rendező: Kincses Réka (2010)
- Tandarica – Aglaja, rendező: Deák Krisztina (2010)
- Morcogi János – A Morcogi, rendező: Alfréd Wiegmann, Forrás Film (2008)
- Lacu – Iszka utazása, rendező: Bollók Csaba, MerkelFilm (2007)
- Radu – Dallas Pashamende, rendező: Robert Adrian Pejo (2005)
- Pogány Imre – Kivilágos kivirradtig, rendező: Horváth Z. Gergely (2005)
- Nicu Ceaușescu – ROM-MÁNIA, rendező: Nándori József (2004)
- Pál hadnagy – Kisváros, rendező: Balogh Zsolt (1999)
- TSZ-elnök – Kínai védelem, rendező: Tompa Gábor (1998)

## Díjak, kitüntetések
- Alakítási különdíj – Határon Túli Magyar Színházak Fesztiválja, Kisvárda (Lenglumé / A Lourcine utcai gyilkosság) (1999)
- EMKE-díj (1999)
- Színikritikusok Nemzetközi Szövetsége Romániai Fiókjának Különdíja (2000)
- Alakítási különdíj – Határon Túli Magyar Színházak Fesztiválja, Kisvárda (Alceste / A mizantróp) (2001)
- Jászai Mari-díj (2002)
- A legjobb férfialakításért járó UNITER-díj (Fiatal Faustus / Doktor Faustus tragikus históriája) (2004)
- A Román Kulturális és Vallásügyi Minisztérium Kulturális Érdemrendje (2004)
- Alakítási különdíj – Határon Túli Színházak Fesztiválja, Kisvárda (Fiatal Faustus / Doktor Faustus tragikus históriája) (2004)
- Alakítási különdíj – Határon Túli Színházak Fesztiválja, Kisvárda (Woyzeck / Woyzeck) (2005)
- A legjobb férfi alakítás díja a Dallas Pashamende című film főszerepéért, Aubagne-i Nemzetközi Filmfesztivál (2005)
- A legjobb férfi főszereplőnek járó díj – Pécsi Országos Színházi Találkozó (2006)
- A legjobb férfi főszereplőnek járó Arany Benjamin-díj, a Dallas Pashamende című film főszerepéért, Pécsi Nemzetközi Filmfesztivál (2006)
- Bubik István-díj (2007)
- Alakítási különdíj – Határon Túli Színházak Fesztiválja, Kisvárda (Jákobi Itámár / Jákobi és Lájdentál) (2007)
- A Magyar Köztársasági Érdemrend lovagkeresztje (2008)
- Őze Lajos-díj (2008)
- Bánffy Miklós-vándordíj (2009)
- Médiakiválóság-díj (2010)
- A legjobb férfi főszereplőnek járó UNITER-díj (Bergman / Suttogások és sikolyok) (2011)
- Érdemes művész (2012)
- Kiváló művész (2020)
- Fedák Sári-díj (2021)

Jelölések
- A legjobb férfi főszereplőnek járó UNITER-díj (Thersites / Troilus és Cressida, Lopahin / Cseresznyéskert) (1999)
- A legjobb férfi főszereplőnek járó UNITER-díj (Caliban /A vihar, Lenglume / A Lourcine utcai gyilkosság) (2000)
- A legjobb férfi főszereplőnek járó UNITER-díj (Versinyin/ Három nővér) (2008)